# Walter Horstmann
Walter Horstmann (* 28. August 1935 in Hildesheim; † 21. August 2015 in Groß Escherde (Nordstemmen)) war ein deutscher Fußballschiedsrichter.
Der in Nordstemmen lebende Horstmann leitete von 1964 bis 1982 insgesamt 144 Spiele der Fußball-Bundesliga und von 1974 bis 1982 insgesamt 36 Spiele der 2. Fußball-Bundesliga. 1975 leitete Horstmann das DFB-Pokalfinale. 1970 sowie von 1978 bis 1981 stand er auf der FIFA-Liste und leitete in dieser Zeit drei A-Länderspiele und fünf Europacupspiele.
Von 1991 bis 2005 war Horstmann Vorsitzender des Niedersächsischen-Fußballverbandes im Kreis Hildesheim. Von 2011 bis zu seinem Tode war er Ehrenvorsitzender der Hildesheimer Schiedsrichter-Vereinigung, deren Vorsitz er bereits von 1969 bis 1981 innehatte. Im Mai 1982 wurde er vom Deutschen Fußball-Bund in Anerkennung seiner „Verdienste um den Fußballsport“ mit der „Goldenen Pfeife“ ausgezeichnet.